# Tripun Radoničić
Tripun Radoničić (Prčanj, 8. ožujka 1839. - ?1895.), kotorski biskup, rodom iz Prčanja.
Rodom iz hrvatske obitelji iz Boke kotorske Radoničić. 

## Životopis
Rođen 1839. u Prčanju. Lipnja 1868. zaredio se za svećenika. 1. lipnja 1888. postavljen, a 25. studenoga iste godine zaređen za biskupa Kotorske biskupije. Glavni konsekrator bio je skadarski nadbiskup Paškal Guerini.
Dužnost biskupa obnašao je do 1894. godine. Na dužnosti je naslijedio Drnišanina Kazimira Forlanija, a poslije Radoničića došao je Josip Marčelić.
Ne zna se točna godina ni mjesto smrti, a pretpostavlja se da je bilo najkasnije 1895. godine.